# Lampetis cupreosparsa
Lampetis cupreosparsa es una especie de escarabajo del género Lampetis, familia Buprestidae. Fue descrita científicamente por Lucas en 1859.